# Nabal
Nabal (hebräisch נָבָל) ist eine männliche Figur aus dem Tanach, der Hebräischen Bibel.

## Etymologie
Der Name Nabal leitet sich von dem Verb נבל mit der Bedeutung „verächtlich handeln“ ab. Nabal bedeutet infolgedessen Tor, Narr.

## Biblische Erzählung
Nabal ist laut 1 Sam 25  ein Großgrundbesitzer in Maon (Tel Maon (Khirbet Main), südlich von Hebron). Seine Frau Abigail wird als klug und schön beschrieben. Sie gilt in der jüdischen Tradition als Prophetin.
Nabal gerät in Konflikt mit einer Abordnung des vor Saul fliehenden David. Die Männer fordern von ihm materielle Unterstützung, die Nabal aus Egoismus verweigert. Als dies David gemeldet wird, beschließt er, Nabal zu überfallen. Doch dessen Frau Abigail tut Buße für ihren Mann, den sie als boshaft und töricht charakterisiert (25,25 ), bittet für ihn um Gnade und überbringt David hinter Nabals Rücken reiche Gaben. Dies bewegt David dazu, Nabal zu verschonen. Nabal entgeht jedoch nicht einer Strafe, die in 25,36-39  als Gericht Gottes über ihn dargestellt wird: Zunächst „versagte das Herz in seiner Brust und er war wie versteinert“, dann „schlug der Herr den Nabal, sodass er starb“ (25,37-38 ). Abigail wird daraufhin die Frau Davids.
Die Erzählung um Nabal wird in sozialgeschichtlicher Bibelexegese auch als Kritik an der reichen Oberschicht in Israel gedeutet, die der unter David entstehenden israelitischen Monarchie als Schutzmacht der Geknechteten und Armen nicht bedurfte und ihr ablehnend gegenüberstand. Die Menschen dieser Schicht konnten „es sich, ohne ernsthafte Sanktionen erwarten zu müssen, leisten, die Gefolgschaft zu verweigern.“

## Verfilmung
In Die Bibel – David von 1997, dem einzigen Film, der die Geschichte um Nabal, Abigail und David rekonstruiert, verkörperte der britische Filmschauspieler Peter Woodthorpe Nabal.